# Limenitis melanthe
Limenitis melanthe är en fjärilsart som beskrevs av Bates 1864. Limenitis melanthe ingår i släktet Limenitis och familjen praktfjärilar. Inga underarter finns listade i Catalogue of Life.